# Wapen van Monster

Het wapen van Monster

Het wapen van Monster werd op 24 juli 1816 aan de Zuid-Hollandse gemeente Monster bevestigd in gebruik. In 2004 is de gemeente samen met 's-Gravenzande, De Lier, Naaldwijk en Wateringen opgegaan in de gemeente Westland, waardoor het wapen niet langer officieel gebruikt wordt. De kroon van het wapen is teruggekomen op het wapen van Westland.

## Blazoenering
De blazoenering van het wapen van Monster luidt als volgt:
Van zilver beladen met 3 liggende halve manen van sabel.
In gewoon Nederlands: op een zilver (of wit) vlak zijn drie zwarte liggende halve manen geplaatst.
N.B. Niet vermeld is de kroon van 17 parels, waarvan 14 op de band, waarmee het wapen gedekt is. Dit is een antieke gravenkroon.

## Geschiedenis
Het wapen is afgeleid van het wapen van Filips van Duivenvoorde, afstammeling van het huis Wassenaer, die in 1295 werd beleend met de heerlijkheid Polanen in deze gemeente. Zij noemden zich Van Polanen, naar het voormalige kasteel Polanen. Het wapen wordt in De Nederlandsche stad- en dorpbeschrijver uit 1793 al als zodanig omschreven. Oudere schependomzegels vertonen een Romaanse kerk.

## Verwante wapens

Het familiewapen van het geslacht Van Polanen
Het wapen van Westland, met de kroon van het wapen van Monster
Het wapen van Krimpen aan de Lek, eveneens afgeleid van het wapen van het geslacht Van Polanen